# L'Aigle à deux têtes (film)
Pour l’article homonyme, voir L'Aigle à deux têtes.
Pour plus de détails, voir Fiche technique et Distribution.
L'Aigle à deux têtes est un film français de Jean Cocteau, adapté de sa pièce éponyme et sorti en 1948.
Le film présente trois jours de l'amour impossible d'une reine veuve recluse, encore jeune et belle, pour un bel et vigoureux anarchiste, rencontre tragique entre « une reine d'esprit anarchiste et un anarchiste d'esprit royal », sosie du roi défunt, venu pour assassiner la reine, mais qui, traqué et blessé, a dû se résigner à trouver refuge au château.

## Synopsis
À l'aube du XXe siècle, dans un pays indéterminé (mais qui évoque l'Autriche à l'époque décadente), la reine (Edwige Feuillère) veuve s'est réfugiée dans les appartements de son château de Krantz. Une lutte de pouvoir s'est engagée avec l’archiduchesse, sa détestable belle-mère. La reine, suivie par son fidèle amoureux transi, le duc Félix de Willenstein (Jean Debucourt), résiste fermement, étroitement surveillée par le comte de Foëhn, le rusé ministre de la police (Jacques Varennes), et cernée par des espions, dont sa lectrice Mademoiselle Edith de Berg (Silvia Monfort), la seule personne à avoir l’autorisation de voir son visage découvert. De plus, sa vie est menacée. Précisément, le poète anarchiste Stanislas (Jean Marais), pourchassé par les forces de police, car voulant attenter à la vie de la souveraine, fait irruption chez elle au hasard de sa fuite et tombe évanoui à ses pieds. Il est en costume traditionnel en cuir.
Passés les premiers émois, la reine ne crie pas à l’aide, ni ne le chasse car Stanislas la trouble par son étrange ressemblance avec le défunt époux, le roi Frédéric, victime d’un attentat terroriste le matin de leurs noces, 10 ans plus tôt. La reine apprend, par la bouche d’Edith, que Stanislas a été envoyé par le comte de Foëhn pour l'assassiner et qu’il est aussi l’auteur d’un poème pamphlétaire, virulent texte dans lequel il dénonce le comportement de la reine. Elle décide néanmoins de le cacher, de le soigner en tant qu'« Envoyé de la Mort » ; elle l'appelle son « Destin ». Stanislas est surpris par cette jeune et belle souveraine qui ne ressemble pas à celle qu'on lui avait décrite et découvre une femme qui a sa propre façon de penser ; il abandonne son sinistre projet et reste dans les appartements royaux, en revêtant les habits du défunt roi. La reine provoque Stanislas en lui montrant un médaillon contenant une capsule de poison, laissant à portée de ses mains un revolver armé et lui dit : « Je vous donne trois jours pour me rendre le service que j’attends de vous… Si vous ne m’abattez pas, je vous abats !»
Alors un amour fulgurant, intense et insensé va leur faire vivre trois jours passionnés. En effet, le jeune homme redonne goût à la vie à cette reine qui vivait recluse, coupée du monde dans un univers étouffant. : « Je vous offre d’être vous et moi un aigle à deux têtes ». Il l’encourage à partir pour la capitale afin de reprendre le pouvoir pour réduire à néant les intrigues de la cour. Mais celles-ci sont redoutables car le comte de Foëhn, averti par Edith, est inquiet de la tournure prise par cette relation qui risque de compromettre son projet d’une régence de l’archiduchesse avec lui au gouvernail. Il contacte discrètement Stanislas et lui propose la liberté en échange de son aide pour empêcher le désordre provoqué par l’hostilité ouverte de la reine envers l’archiduchesse : il doit favoriser le départ de la reine qui doit regagner sa capitale pour se montrer à son peuple et le rassurer. « La puissance d’une reine a des limites, celle du ministre de la police n’en a pas ». S'il refuse de servir d’agent de liaison, alors il sera mis aux arrêts et livré à une justice impitoyable. Stanislas obtient un délai.
Mais la Cour, avec ses manœuvres secrètes et ses complots, referme son étau sur le couple. Revêtu de son habit traditionnel, Stanislas comprend alors que rien n’est possible entre la reine et lui. Les jeux de l'amour et de la mort vont alors utiliser le poison et le poignard : Stanislas reculant devant un amour impossible avale la capsule fatale. Il s’empoisonne pour rendre à la reine sa vocation royale. Alors la reine décide de commettre un acte que toutes les femmes envisageraient avec horreur, en jouant à Stanislas une atroce et grandiose comédie : elle le bafoue, le traite de lâche, le cravache dans le seul but de recevoir de lui le coup de grâce. Il la tue d'un coup de couteau. « Merci petit homme et pardon. Il fallait te rendre fou… tu ne m’aurais jamais frappée… Je t’aime ». Elle a le temps de lui avouer son amour, avant de s’écrouler. À son tour, Stanislas tombe à la renverse du haut en bas des marches du grand escalier, foudroyé par le poison.
« Nous sommes un aigle à deux têtes… et si on coupe une tête, l’aigle meurt ! »

## Fiche technique
- Titre original : L'Aigle à deux têtes
- Réalisation : Jean Cocteau
- Assistant réalisation : Hervé Bromberger
- Scénario : Jean Cocteau d'après sa pièce L'Aigle à deux têtes (1946)
- Dialogues : Jean Cocteau
- Direction artistique : Christian Bérard
- Décors : Georges Wakhevitch
- Costumes : Marcel Escoffier
- Photographie : Christian Matras
- Photographie de plateau : Raymond Voinquel
- Son : René Longuet
- Montage : Raymond Leboursier (ou Claude Iberia)
- Cadreur : Alain Douarinou
- Coordinateur effets spéciaux : Nicolas Wilcke
- Script : Marie-Thérèse Cabon[Note 1]
- Maquilleuse : Carmen Brel
- Musique : Georges Auric
- Direction d'orchestre : Metehev
- Régie générale : Claude Pinoteau
- Production : Georges Dancigers, Alexandre Mnouchkine
- Producteurs : Francis Cosne et Lucien Masson
- Sociétés de production : Les Films Ariane (France), Sirius Films (France), Les Films Vog (France)
- Sociétés de distribution : Sirius Films (France), Tamasa Distribution (France), Les Acacias (France)
- Pays d'origine :  France
- Langue originale : français
- Format : 35 mm — noir et blanc — 1.37:1 — son monophonique
- Genre : évocation historique, drame
- Durée : 97 minutes[Note 2] (durée vidéo : 87 minutes)
- Date de sortie :
  - France : 22 septembre 1948
- (fr) Classifications et visa CNC : mention « tous publics », Art et Essai, visa d'exploitation no 6723 délivré le 2 juin 1948
- Affiche : Hervé Morvan (France)

## Distribution
- Edwige Feuillère : la reine
- Jean Marais : Stanislas
- Silvia Monfort : Édith de Berg
- Jean Debucourt : Félix de Willenstein
- Jacques Varennes : le comte de Foehn
- Yvonne de Bray : la grande-duchesse
- Maurice Nasil : Gentz
- Gilles Quéant : Rudy
- Edward Stirling : Adams
- Ahmed Abdallah : Toni
- Gisèle Brucker : Caroline
- Guy Favières : le mari de Caroline
- Martine de Breteuil : une dame
- Nora Costes : une jeune fille
- Jacqueline Marbaux : une invitée
- Édith Lansac : une jeune fille
- Capucine (Germaine Lefebvre) : la dame en couple au buffet
- Marguerite de Morlaye : une vieille invitée
- Claude Serre : le fifre
- Marion Tourès : une jeune fille
- Roger Vincent : un invité
- Shannon Watson : un palefrenier
- Gilles Watteaux : un jeune chevau-léger
- Édouard Dermit : un jeune chevau-léger qui joue aux cartes[1]
- André Darnay : le policier
- Yves Massard : non crédité
- Victor Tabournot : non crédité

## Production

### Scénario
- Edwige Feuillère[2] : « Pour consoler Yvonne de Bray de s'être sentie un peu exclue de notre cercle enchanté, et pour faire plaisir à Jean Marais, Jean Cocteau incorpora dans le scénario du film le personnage de la grande-duchesse : on en parlait dans la pièce, de cette redoutable ennemie de la reine, alliée au comte de Foehn, chef de la police. On la verrait, dans le film, recevant par un soir d'orage les invités de la reine au château de Krantz, assistée d'un très digne majordome respectueux de l'étiquette. »
- Cocteau ne se cache pas d'avoir été inspiré par la mort étonnante de Louis II de Bavière, le roi fou qui fut l'ami de Wagner, et par celle de sa cousine Élisabeth d'Autriche dite Sissi[Note 3].

### Tournage

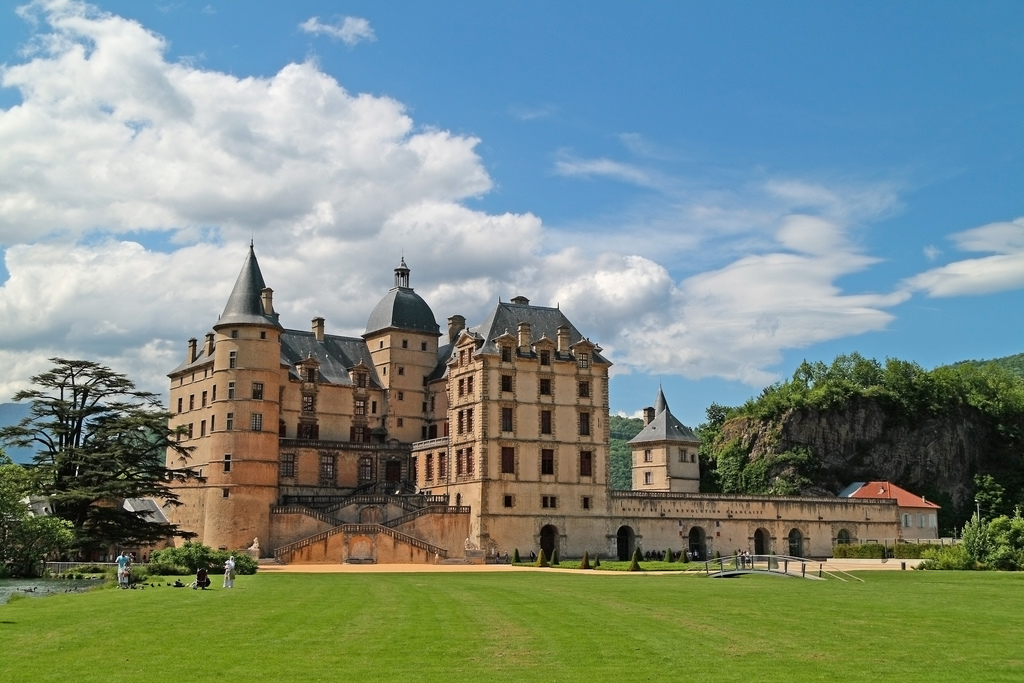
Un site de tournage extérieur : Château de Vizille (Isère)

- Période prises de vue : 13 octobre 1947 au 23 janvier 1948[3]
- Intérieurs : Studios d'Épinay (Épinay-sur-Seine)[3] et Studios François Ier[réf. nécessaire][Note 4]
- Extérieurs : Château de Pierrefonds (Oise), Château de Vizille[3] et L'Alpe d'Huez/Villard-Reculas (Isère)[Note 5]
- Bénéficiant d'une autorisation spéciale de la Direction générale des Beaux-Arts, Cocteau peut tourner au château de Vizille, devenu pour l'occasion une impériale résidence autrichienne, les chaînes alpestres voisines figurant les montagnes du Tyrol[4].
- Edwige Feuillère[2] : « J'avoue avoir eu du mal à retrouver mon personnage dans le film. Christian Bérard m'avait fait faire de nouvelles robes, d'époque nettement 1880. […] Ma longue traîne de taffetas, à la scène, ondulait au rythme de mes pas sans faire de bruit ; ici, elle provoquait dans les micros, alors peu sensibles et mal réglés, le mugissement des vagues sur une mer déchaînée. Il fallut postsynchroniser tout le texte, et dans quelles conditions ! Je n'ai jamais été douée pour ce travail minutieux et mécanique du doublage. »
 En juillet 1974, pour les besoins du tournage de La Chair de l'orchidée de Patrice Chéreau, Edwige Feuillère revient dans la région d'Uriage-les-Bains où furent tournées, 26 ans auparavant, des scènes extérieures de L'Aigle à deux têtes : « Je me trouve devant un de ces hôtels qui furent palaces au début du siècle. […] Je revois les baies vitrées, et le perron avec la marquise festonnée, où venait s'arrêter le carrosse de la reine. Je revois « mes officiers d'escorte » à cheval, saluant mon arrivée. C'est là en effet (et au château de Vizille, tout proche) que nous avons pour un moment recréé le temps des Wittelsbach et leurs passions. « Moi, je rêve d'être une tragédie », disait par ma bouche cette reine qui se croyait forte… Et voici la salle à manger, où nous nous réunissions le soir ; je revois Yvonne de Bray extasiée devant Jean Marais, Jean Debucourt qui reprenait le rôle du duc de Willenstein entre deux répétitions à la Comédie-Française, et Jean Cocteau, et Silvia Monfort, et Charles Gantillon, le directeur du Théâtre des Célestins qui venait de Lyon pour le seul plaisir de passer une soirée avec nous. »
- Jean Marais aborde dans ce film sa nouvelle chevelure : des cheveux blond-roux coupés en brosse de deux centimètres. Cela le rajeunit un peu et fait très "autrichien"[5].
- Carole Weisweller, auteure d'une biographie de l'acteur[6], raconte que ce film faillit être le dernier pour Marais. Dans une scène périlleuse, il devait traverser un torrent glacé avec un violent débit. Sans répétition, car le cascadeur de service refusa de plonger, Marais à la 1re prise, sauta et la caméra le perdit. À la 2e prise, il réussit par miracle à ne pas être étranglé par la corde à nœud coulant pour le récupérer qui s’enroula autour de son cou. Heureusement la 3e fut la bonne.
- Pour la chute finale du haut de l'escalier, qui comportait plus de trente marches (alors qu'il n'en avait qu'une dizaine au théâtre, tout le monde sur le plateau (et en particulier les assureurs) craignait que Jean Marais ne se blesse. Cocteau lui dicte la consigne : « Lorsque tu seras tombé, surtout ne bouge pas avant que j'aie dit : "Coupez". » Marais tombe. Cocteau, ému, oublie de dire : "Coupez". Marais ne bouge pas. Cocteau inquiet, croit au pire : « Tu es blessé ? » Marais ne bouge pas puis se relève, sans le moindre bleu[6],[7].

## Distinctions
- Mostra de Venise 1948 : Jean Cocteau nommé pour le Grand prix international[8].
- Bambi 1950 : Jean Marais nommé pour le prix du meilleur acteur (également pour ses interprétations dans Ruy Blas et Les Parents terribles)[8].

## Thèmes et contexte
L'Aigle à deux têtes est avant tout une pièce de théâtre.
L'idée première de Cocteau est de confronter « une reine d'esprit anarchiste et un anarchiste d'esprit royal ». Son inspiration, il la doit à un sombre épisode historique, reflet du réel : le souverain Louis II de Bavière (famille Wittelsbach), déclaré fou, étrangle son médecin près d'un lac avant de trouver la mort, mystérieusement noyé. Accident, évasion, suicide ? La disparition de l'Aigle reste encore une énigme ouverte. « J'ai pensé, en relisant quelques-uns de ces textes, qu'il serait intéressant et propice, au grand jeu du théâtre, d'inventer un fait divers historique de cet ordre et d'écrire ensuite une pièce pour en dévoiler le secret ».
Pour donner un style à la reine, Cocteau puisa sa force dans les vestiges de cette même famille Wittelsbach, et prit pour modèle sa cousine Élisabeth d'Autriche, plus connue sous le nom de « Sissi », assassinée par un anarchiste en 1898. Dans les Portraits littéraires de Rémy de Gourmont, il y découvre une reine qui possède « l'orgueil naïf, la grâce, le feu, le courage, l'élégance, le sens du destin » qu'il recherche pour transmettre le souffle de vie à sa propre héroïne.
Bien que n'ayant aucune assise historique véritable, « une seule chose a été empruntée à l'histoire c'est le coup  de couteau final et le fait qu'une impératrice célèbre ait pu marcher longtemps avec un couteau planté dans l'omoplate»

## Vidéo
- L'Aigle à deux têtes de Jean  Cocteau, TF1 Vidéo, 2010, 1 DVD, 87 h, son mono Dolby Digital 2.0, format d'image 4/3 (EAN 3384442228787).
- L'Aigle à deux têtes, de Jean Cocteau, 1948, durée : 1 h 27 min 21 s , le film sur Internet Archive. Consulté le 19 novembre 2024.